# Yvonne Gebauer

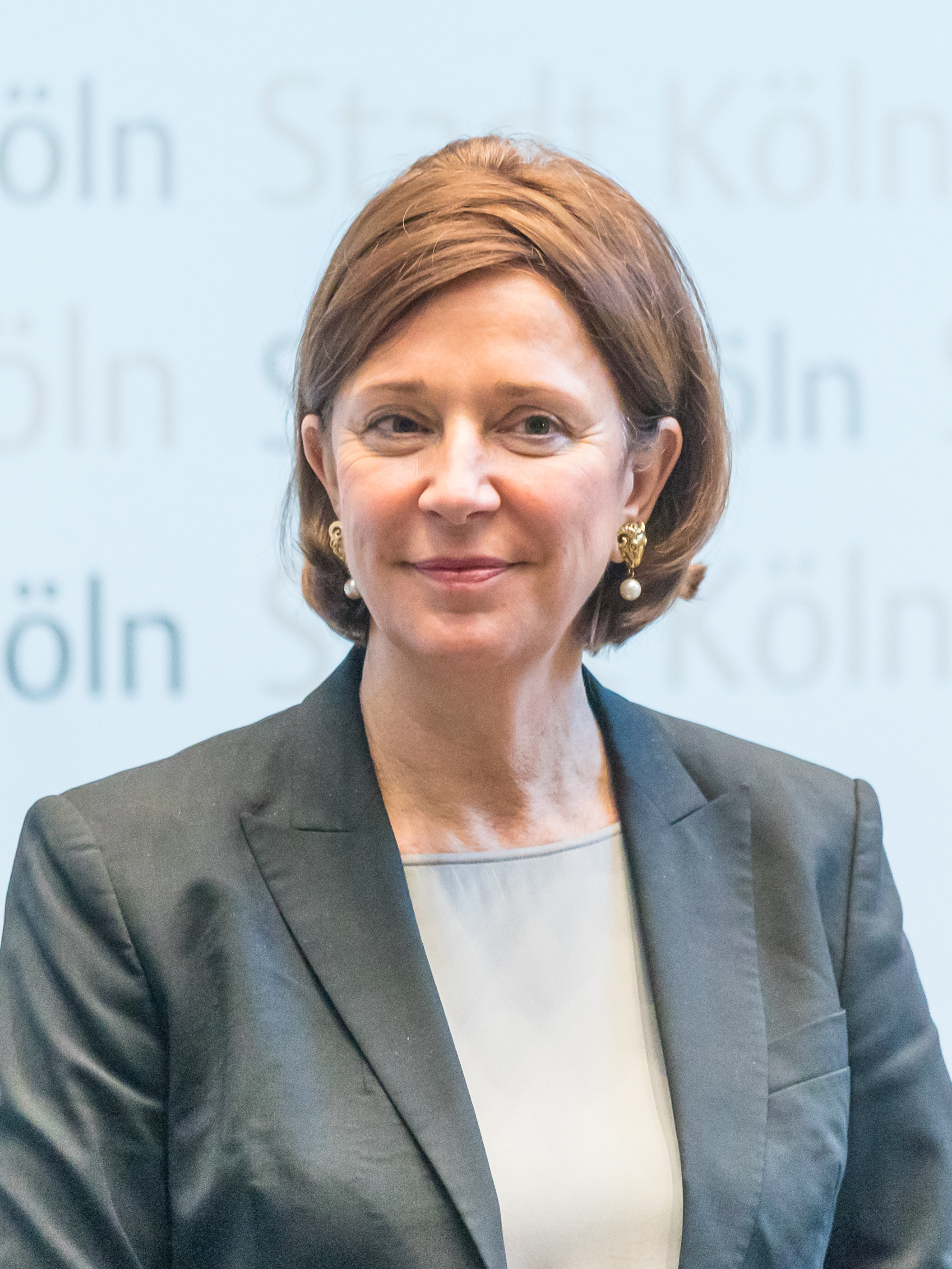
Yvonne Gebauer (2020)

Yvonne Gebauer (* 2. August 1966 in Köln als Yvonne Leirich) ist eine deutsche Politikerin (FDP). Sie ist seit dem 31. Mai 2012 Mitglied des nordrhein-westfälischen Landtages und war vom 30. Juni 2017 bis zum 29. Juni 2022 Ministerin für Schule und Bildung des Landes Nordrhein-Westfalen.

## Herkunft, Ausbildung und Privates
Geboren und aufgewachsen in Köln, besuchte Yvonne Gebauer das dortige Heinrich-Heine-Gymnasium in Köln-Ostheim, an dem sie 1985 ihr Abitur ablegte. Sie ist die Tochter von Wolfgang Leirich, der von 1975 bis 1987 Schuldezernent der Stadt Köln war. Es folgte bis 1987 eine Ausbildung zur Rechtsanwaltsfachangestellten; in diesem Beruf arbeitete sie bis 1989 in Köln. Von 1989 bis 1992 war sie bei einem FDP-Abgeordneten im Bundestag in Bonn angestellt. Ab 1994 leitete Yvonne Gebauer ein Boardinghouse, bis sie sich 2004 in der Immobilienbranche als Kauffrau selbstständig machte.
Yvonne Gebauer ist verheiratet, Mutter eines Sohnes und wohnt in Köln.

## Partei
Gebauer trat 1982 als 16-jährige Gymnasiastin in die FDP ein. Von 1999 bis 2004 war sie Sachkundige Einwohnerin im Ausschuss für Anregungen und Beschwerden der Stadt Köln und ab 2015 Vorsitzende des Kölner FDP-Kreisverbandes. Am 19. November 2017 gab sie den Vorsitz der FDP Köln an Lorenz Deutsch ab.

## Abgeordnete
Yvonne Gebauer war von 2004 bis 2012 Mitglied des Rates der Stadt Köln und schulpolitische Sprecherin der FDP-Ratsfraktion.
Bei den nordrhein-westfälischen Landtagswahlen 2010 und 2012 trat sie im Wahlkreis Köln V als Direktkandidatin an, wobei sie 4,6 % und 5,3 % der Erststimmen erhielt. Bei der Landtagswahl 2012 zog sie schließlich über den Listenplatz 12 in den Landtag ein. Bei der Landtagswahl 2017 errang sie abermals über die Landesliste der FDP ein Mandat. Bei dieser Wahl kandidierte sie im Landtagswahlkreis Köln IV und erreichte 8,3 % der Erststimmen. Trotz großer Verluste der FDP schaffte Gebauer 2022 als 2. der Liste den Wiedereinzug in den Landtag.

## Ministerin in Nordrhein-Westfalen
Beim Amtsantritt der schwarz-gelben Landesregierung unter Armin Laschet wurde Gebauer am 30. Juni 2017 zur Ministerin für Schule und Bildung des Landes Nordrhein-Westfalen ernannt. Mit dem Antritt des Kabinetts Wüst II schied sie am 29. Juni 2022 aus der Landesregierung aus.
In Gebauers Amtszeit wurde die Abkehr vom G8 und die Rückkehr zum neunjährigen Abitur beschlossen und das Inklusionskonzept der rot-grünen Vorgängerregierung teilweise rückgängig gemacht. Statt einer möglichst weitgehenden Integration in die Regelschulen stand nun wieder die Stärkung der Förderschulen im Fokus. Die Landesregierung erhielt hierfür von verschiedenen Seiten Kritik, u. a. weil wieder vermehrt Personen mit Beeinträchtigungen ohne Schulabschluss dastanden. Allerdings sollten auch Schulen, die Inklusion umsetzten, personell und finanziell besser ausgestattet werden.
Gebauer und die FDP forcierten die Einführung von Wirtschaftsunterricht als neues Pflichtfach. An Gymnasien und Gesamtschulen wurde dabei das Fach Politik in Wirtschaft-Politik umbenannt. Die stärkere Gewichtung wirtschaftlicher Anteile wurde von Wirtschaftswissenschaftlern begrüßt; die Kürzung soziologischer Inhalte wurde von Soziologen kritisiert.
Unter Gebauer wurde die Methode des Schreibens nach Gehör durch das Inkraftsetzen neuer Richtlinien abgeschafft; Leitlinien für einen systematischen Rechtschreibunterricht von der ersten Klasse an und für einen verbindlichen Wortschatz wurden vorgegeben. Begrüßt wurde dies u. a. vom Philologenverband NRW, der Nachteile für (lern-)schwächere Schülerinnen und Schüler beim Schreiben nach Gehör sah. Der Lehrerverband NRW stellte keine Klagen über die Änderung fest. Der Grundschulverband NRW wehrte sich gegen pauschale Kritik an der Methode.
Im Sommer 2019 erregte Gebauer Aufmerksamkeit durch die Vergabe der mobilen Digitalwerkstatt (Digitalbus) ohne Ausschreibung an eine Unternehmerin, die zuvor an die FDP gespendet hatte. Die Ministerin verteidigte sich mit der Begründung, es habe keine alternativen Anbieter gegeben.
Im Rahmen der COVID-19-Pandemie stand Gebauer mehrfach in der Kritik. Die Gewerkschaft Erziehung und Wissenschaft Duisburg forderte im Mai 2020 den Rücktritt von Gebauer, da sie für Informationschaos gesorgt, und somit Vertrauen in der Bevölkerung verspielt habe.
Ebenfalls wandte sich Gebauer in der Pandemie-Zeit gegen das von der Deutschen Akademie der Naturforscher Leopoldina vorgeschlagene Aussetzen der Schulpflicht und stellte sich damit auch gegen mehrere andere Personen aus Politik und Wissenschaft wie u. a. Bundeskanzlerin Angela Merkel. Niedersachsen und Bremen setzten den Vorschlag der Leopoldina zwischenzeitlich bereits um. Gebauer wurde daraufhin für ihre Haltung von der Opposition und von anderen Akteuren kritisiert. Bereits zuvor war sie mehrfach wegen ihrer Haltung während der Pandemie in die Kritik geraten, u. a. weil sie den Schulen nur im Ausnahmefall die Umstellung auf Wechsel- bzw. kompletten Distanzunterricht erlauben wollte.
Andererseits vertraten u. a. Baden-Württembergs Kultusministerin Susanne Eisenmann (CDU), die Deutsche Gesellschaft für Kinder- und Jugendmedizin und die Deutsche Gesellschaft für Pädiatrische Infektiologie eine ähnliche Haltung wie Gebauer: So schrieb Gebauer in einem offenen Brief Ende Dezember 2020, die Kollateralschäden besonders für jüngere Kinder und Kinder mit sozialpädagogischem Förderbedarf seien nicht zu unterschätzen, auch der Lernerfolg und das Soziale würden leiden.
Eva-Maria Voigt-Küppers und Jochen Ott von der SPD forderten Gebauer am 11. Dezember 2020 zum Rücktritt auf. Sie habe das Vertrauen, das es zur Bewältigung der Corona-Krise brauche, nachhaltig beschädigt. Gebauer entgegnete, dann müsse die NRW-SPD auch den Rücktritt ihrer eigenen Parteikollegen in anderen Bundesländern fordern, wo ebenfalls an der Präsenzpflicht festgehalten worden sei.
Im Februar 2021 gab Gebauer die Entscheidung bekannt, dass Nordrhein-Westfalen 2,6 Millionen Euro für die dreijährige Online-Nutzung des Brockhaus an Schulen ausgibt.
Yvonne Gebauer war die erste Schulministerin seit Gründung des Landes Nordrhein-Westfalen ohne Hochschulabschluss.